# Manuela Parralo Marcos
Manuela Parralo Marcos (Gibraleón, Huelva) és una política espanyola. Va ser vicepresidenta de la Diputació Provincial de Huelva entre 2003 i 2007. En les eleccions municipals de 2007 va ser candidata a l'alcaldia de la localitat de Huelva, en la qual va obtenir 9 regidors, convertint-se en portaveu del Partit Socialista Obrer Espanyol (PSOE) a l'Ajuntament de Huelva, fins 2011. En 2018, va ser nomenada Subdelegada de Govern d'Espanya a Huelva pel Consell de Ministres.